# عسل‌خوار سرخ‌قبا
عسل‌خوار سرخ‌قبا (نام علمی: Myzomela cardinalis) نام یک گونه از سرده عسل‌خوارهای کوتوله است.